# 血糊

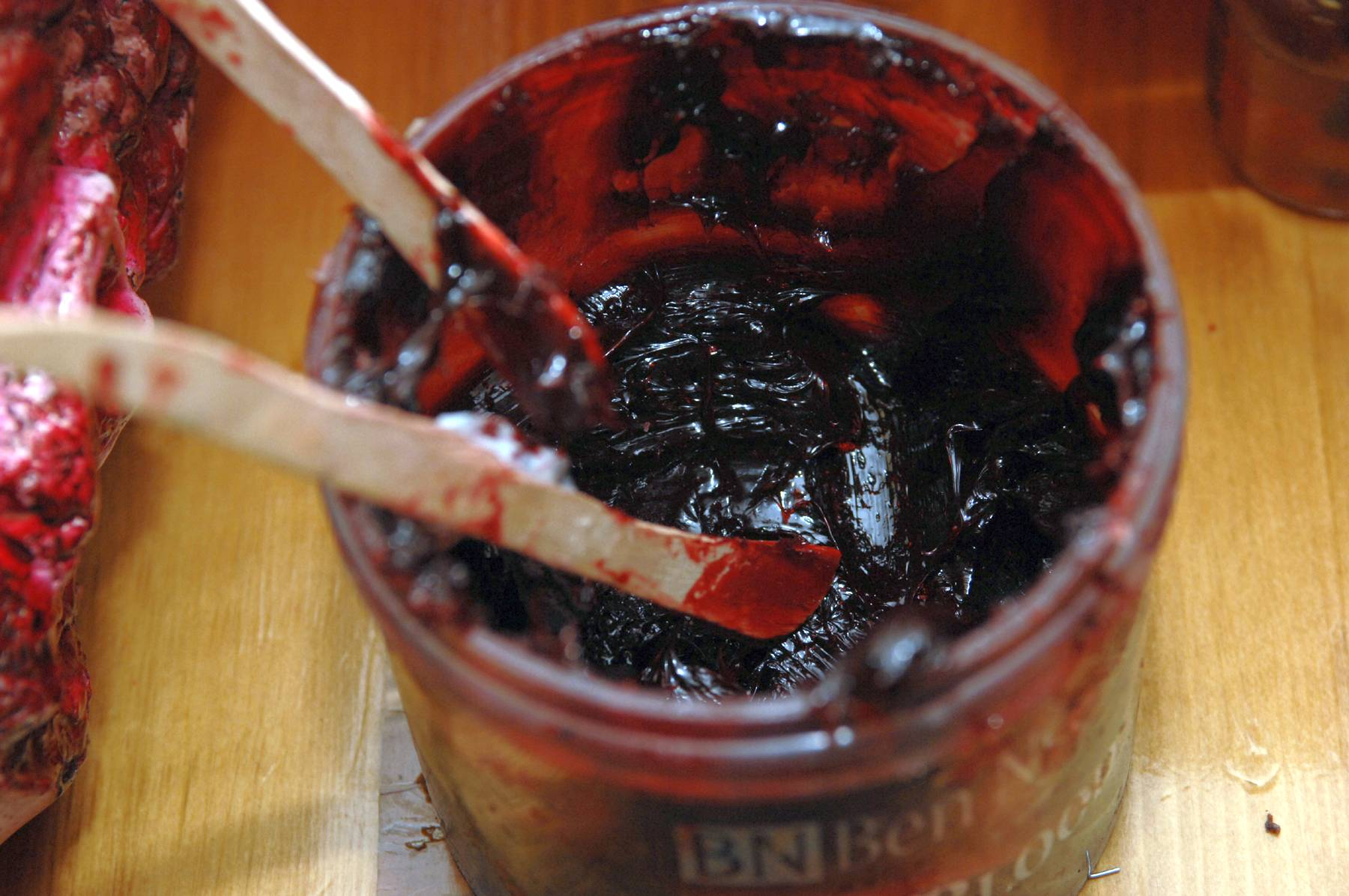
医療用教育で使用する模型（ムラージュ）用の血糊

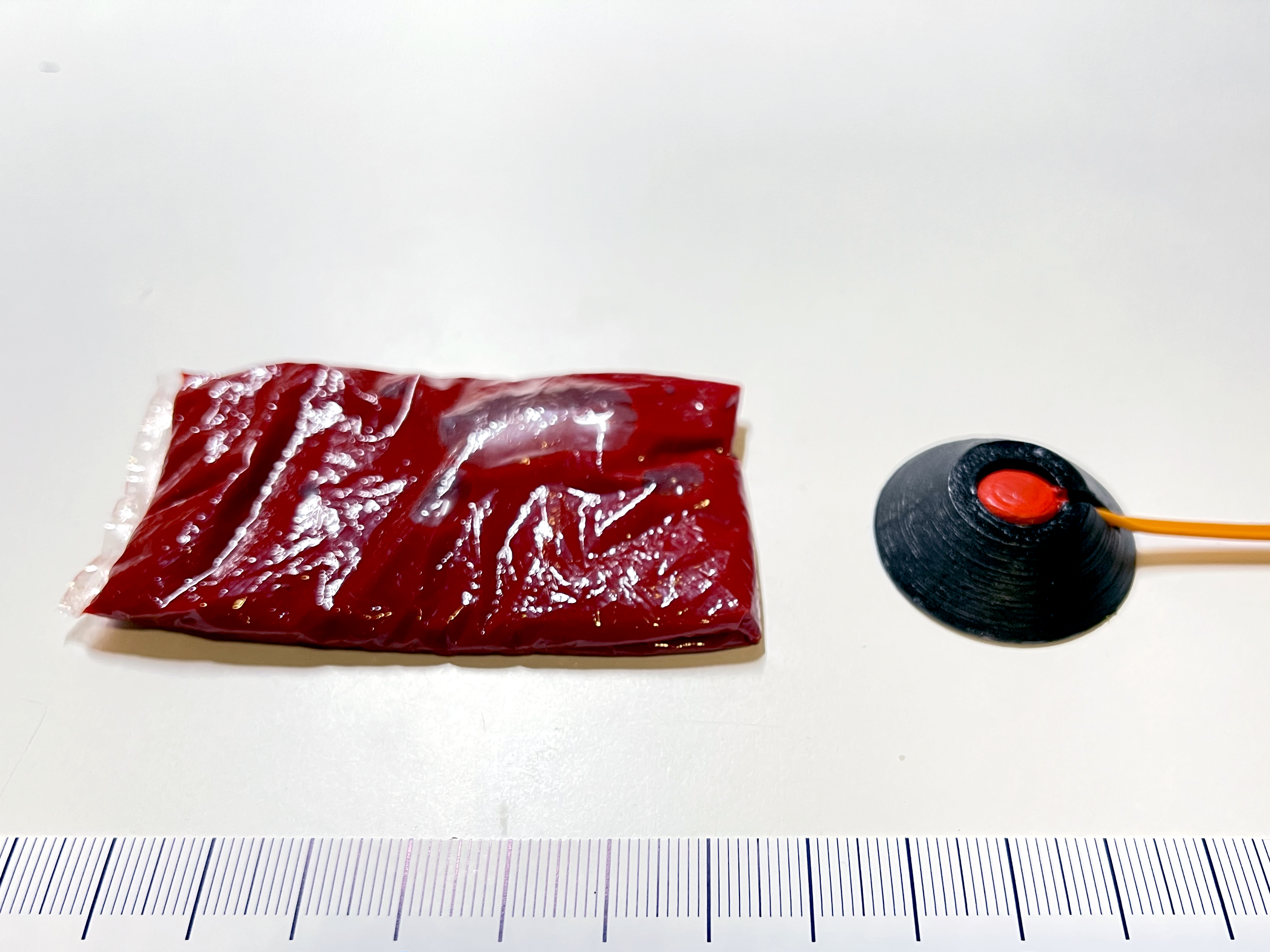
血糊と銃撃を受けたときに破裂させる弾着装置

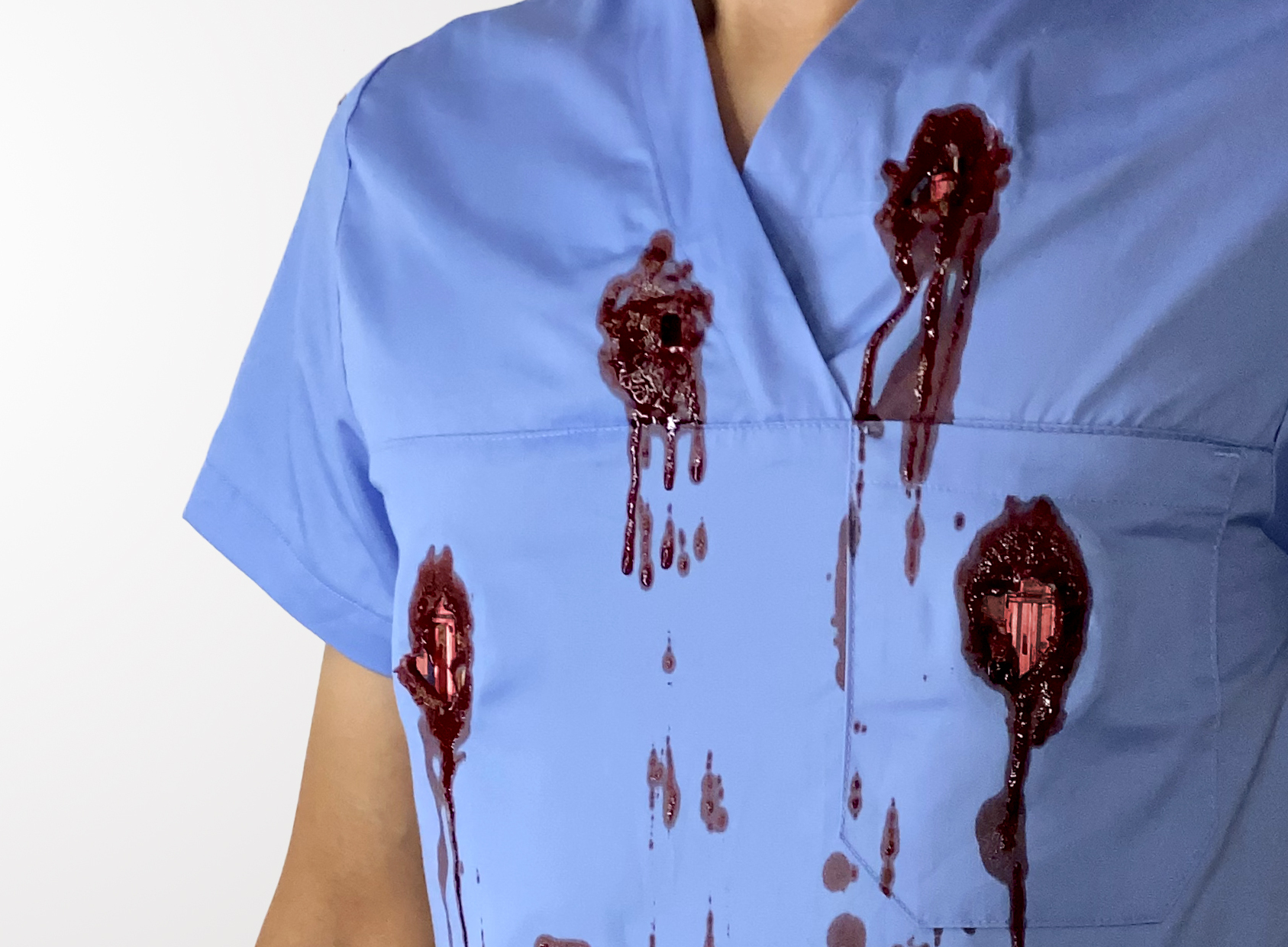
弾着が起動した後の様子

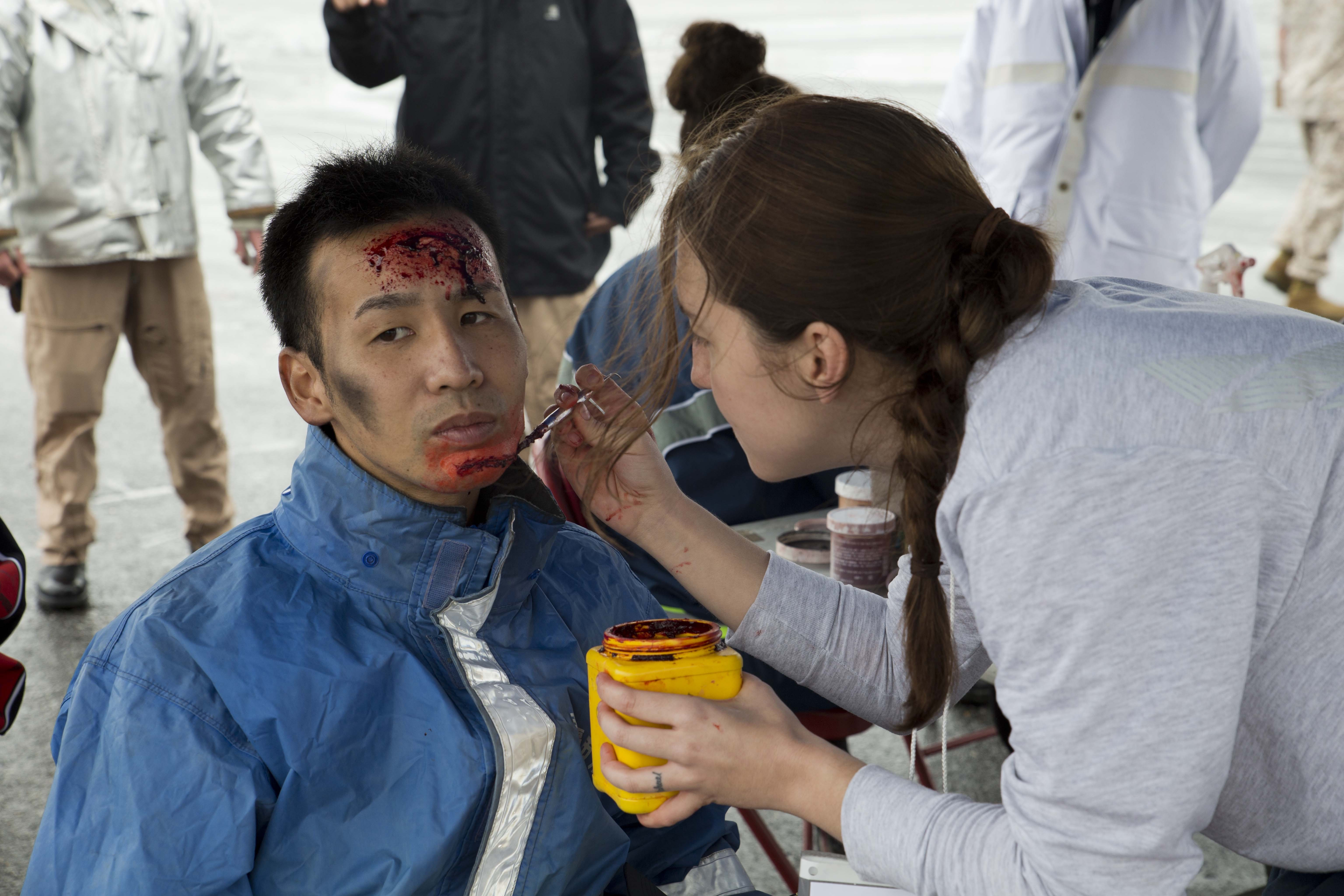
2014年4月24日に行われた日米合同の航空機事故訓練で怪我人役を務めた那覇市消防局の消防士に特殊メイクを行っている様子。

血糊（ちのり）とは、演劇などの舞台芸術や医療現場で出血表現に用いられる血に似た小道具である。もしくは、接着剤の糊のように粘性をもつ血のことであるが、ここでは小道具を説明する。
日本の歌舞伎などでは、紅色の染料にうどん粉などを入れた血紅・糊紅（のりべに）、卵の殻に小さな穴をあけて血紅を入れた卵紅などが使用された。
白黒映画の時代にはチョコレート・シロップが出血表現に使用された。
1981年の映画『死霊のはらわた』では、コーンスターチ、食用着色料、インスタントコーヒーが使用された。出血表現のために、注射で圧力をかけて噴出させるなども行われる。